# Xibaipo
Xibaipo est un village chinois, situé dans la province du Hebei, à 90 km de Shijiazhuang.
À la fin des années 1940, le gouvernement central déménagea de Yan'an jusqu'à cette ville.
Le 5 mars 1949, le gouvernement central y tint la deuxième session plénière du VIIe Congrès au cours de laquelle on élabora le principe d'écraser sans merci la domination du Guomindang et de remporter la victoire dans tout le pays. Xibaipo a été le dernier siège du gouvernement central du parti communiste chinois avant son entrée à Pékin.